# ハギンズ (小惑星)
ハギンズ (2635 Huggins) は小惑星帯に位置する小惑星。アメリカの天文学者、エドワード・ボーエルがアリゾナ州にあるローウェル天文台で発見した。
イギリスの天文学者で、星雲と銀河を区別する方法を発見した事などで知られるウィリアム・ハギンズに因んで命名された。